# Собаки Актеона

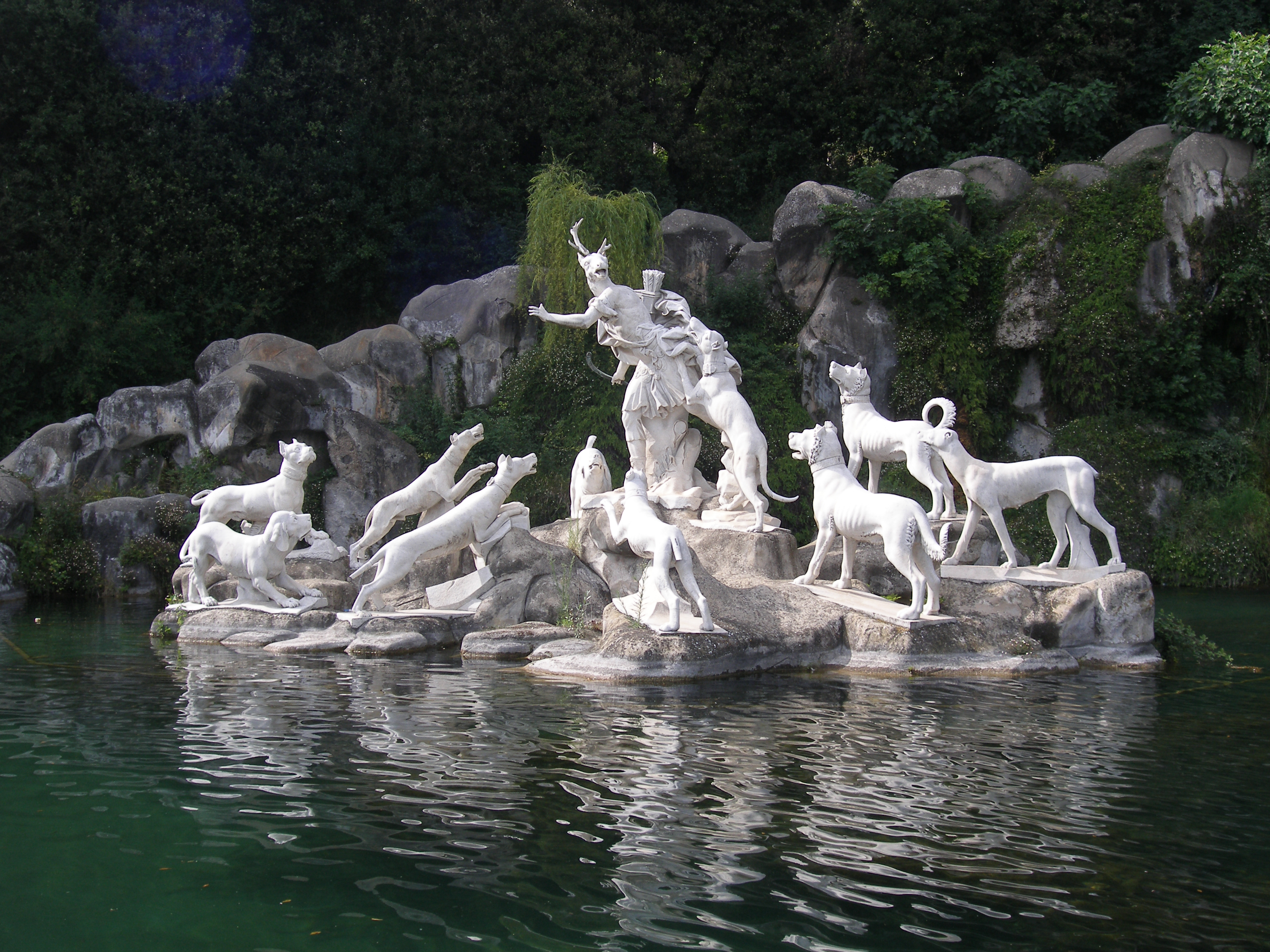
Скульптурная группа в Казерте

Собаки Актео́на — животные, принадлежавшие греческому герою Актеону. Согласно античным мифам, они разорвали своего хозяина, превращённого Артемидой за подглядывание в оленя.
Позже Хирон изваял статую Актеона, и это утешило собак. Утверждали также, что они были помещены на небесный свод в виде созвездия — или Большой, или Малый Пёс.

## Клички собак
Из различных античных источников в общей сложности известно 92 клички собак Актеона. Это свидетельствует о том, что древние авторы почему-то испытывали огромный интерес к этому именослову.

### Овидий
Их клички перечислялись как минимум в трёх поэмах, посвященных данному сюжету, из которых целиком сохранилась лишь одна — «Метаморфозы» Овидия (III, 206 sqq.):

…Он колебался, а псы увидали: Меламп поначалу,

Чуткий с ним Ихнобат знак первый подали лаем, —

Кносский пес Ихнобат и Меламп породы спартанской, —

Тотчас бросаются все, быстрей, чем порывистый ветер;

Памфаг, за ним Орибаз и Доркей, из Аркадии трое,

С ними силач Неброфон, и лютый с Лалапою Терон,

Резвостью ценный Петрел и чутьем своим ценная Агра,

Также свирепый Гилей, недавно пораненный вепрем,

Напа, от волка приплод; за стадами идущая следом

Пемена; Гарпия, двух имея щенят в провожатых,

И сикионский Ладон, у которого втянуто брюхо,

Тигрид с Алкеей, Дромад, Канакея ещё и Стиктея,

И белоснежный Левкон и Асбол с черною шерстью,

И многосильный Лакон и Аэлл, отличавшийся бегом;

Фей и рядом, резва, с её кипрским братом Ликиска,

И посредине, на лбу отмеченный белою меткой,

Гарпал и с ним Меланей; косматая с ними Лахнея,

Также два пса, чья лаконянка мать, отец же — диктеец;

Лабр с Артиодом, потом с пронзительным лаем Гилактор, —

Долго других исчислять…

Овидий, сочинявший по-латыни, даёт собакам говорящие греческие имена, большинство из них легко переводятся как характеристики животных: их поведение (бег, лазание, охота, преследование), звук (лай, звон), внешний вид (цвет, шерсть, зубы), порода (место происхождения), а также ловкость, сила, свирепость и жадность. Некоторые другие принадлежат мифическим существам (например, имена богов ветров Борея и Зефира). В изданиях поэмы Овидия в Новое время латинский текст часто сопровождался примечаниями, сразу же переводящими с греческого эти клички.

### Прочие
Псевдо-Аполлодор в «Мифологической библиотеке» (III 4, 4), пересказав прозой миф о гибели Актеона, внезапно заканчивает рассказ подзаголовком «Имена собак Актеона», после чего приводит поэтическую цитату из неопознанной чужой поэмы:
…и первою впилась Аркена.

…и могучий выводок после

Балий, а также Линкей крепконогий, за ним Амаринтос.

Всех их по имени он одного за другим перечислил.

Дух затем испустил Актеон по желанию Зевса.

Первым крови царя своего напился досыта

Спарт, и Омарг, и Борес (он мгновенно мог зверя настигнуть).

Гигин в «Мифах» (181), пересказав в трёх фразах прозой миф о гибели Актеона, далее приводит отдельный длинный список имён псов, разделив их на отдельные подсписки: «Их имена, кобелей»; «Ещё среди тех, которые его сожрали, были три суки»; «Ещё другие писавшие передают такие имена». Советский комментатор Д. О. Торшилов тут поясняет: «первый (до Ореситрофа) список заимствован из Овидия (Met. III, 206—235), причём эпитоматор, решивший разделить собак на сук и кобелей, плохо ориентируясь в греческих именах, мало преуспел в этом начинании; второй — из неизвестной поэмы, в которой собаки уже были разделены по полу (что, вероятно, и послужило причиной неудавшегося разделения овидиевского каталога)».
Далее Торшилов пишет, что трагедия «Лучницы» Эсхила (F 241—246 Radt), которая была посвящена Актеону и сохранилась в нескольких фрагментах, имеет в тексте 4 клички (однако в популярных публикациях уцелевших фрагментов (F 241—244) приводимых Торшиловым имен нет). Речь, видимо, идет о строчках F 245—246, цитируемых у Радта.

### Список кличек
- Авра[2] — сука
- Агра[3] (греч. «охотник»[L 8], Agre) — сука
- Агрий[2] (Agriodus) — кобель
- Акамант[2] — кобель
- Алкея[4] (Алка: Alce, греч. «мощь»[L 2]) — сука
- Амаринтос[5] — сука
- Аргиод[6] (Агриод) — кобель
- Арго[2] — сука
- Аретуса[2] — сука
- Аркад[2] (либо не имя, а просто «аркадская собака») — сука
- Аркена[5] — сука
- Асбол[7] (Asbolus) — кобель[8]
- Балий[5] — сука
- Боракс[2] — кобель
- Борей[2] — кобель
- Борес[5] — сука
- Волат[9] — сука[2]
- Гарпал[10] (греч. «жадный»[L 2]; Harpalos) — кобель
- Гарпалик[2] — кобель
- Гарпия[2][11] (греч. «жадина»[L 2], Harpyia) — по «Лучницам» Эсхила — кобель[12], по Овидию — сука[13]
- Гемон[2] — кобель
- Гилактор[6] (греч. «звенящий, голосящий, громкий»[L 8], Hylactor) — кобель
- Гилей (Гилаей; греч. «лесной, дикий»[L 8], Hylaeus)[14] — кобель
- Горго[2] — сука
- Диномаха (Дниомаха?)[2] — сука
- Диоксиппа[2] — сука
- Доркей (греч. «все вынюхивающий»[L 8], Dorceus) — из Аркадии
- Дракон[2] — кобель
- Дромад[4] (греч. «бегун»[L 8], Дромант) — кобель
- Дромий[2] (Dromas) — кобель
- Евдром (Эвдром)[2] — кобель
- Зефир[2] — кобель
- Ихней[2] — кобель
- Ихнобат[15] (греч. «ищейка»[L 8], Ichnobates) — кобель, из Кносса
- Канакея (Канаха; (греч. «болтун, зазывала»[L 8], Canace)[4] — сука
- Килло[2] — сука
- Киллопод[2] — кобель
- Киприй[2] (либо просто «кипрский пес»; Cyprius) — кобель
- Кор[2] — кобель
- Коракс[11] (греч. «ворон»[L 8]; Corax) — кобель
- Лабр[6] (греч. «прожорливый»[L 2]; Labros) — кобель
- Ладон[16] (греч. «ловец»[L 2]; Ladon) — кобель
- Лакена (Лакайна)[2] — сука
- Лакон[17] (Lacon) — кобель
- Лалапа (Лайлапс; греч. «беспокойный, крутящийся»[L 8], Laelaps)[18] — сука
- Лахнея (Лахна; греч. «мохнатая, шерстяная»[L 8], Lachne)[10] — сука
- Левкон[8] (греч. «белый»[L 8], Leucon) — кобель
- Леонт[2] — кобель
- Леэна (Леайна)[2] — сука
- Ликиска[19] (греч. «волчица»[L 2]; Lycisce) — сука, с Кипра
- Ликотт[11] — кобель
- Линкей[5] — сука
- Линкеста[2] — сука
- Махим[2] — кобель
- Меламп[2] (греч. «черноногий»[L 9]; Melampus) — кобель «породы спартанской», первым заметил хозяина, превращённого в оленя[20]
- Меланей[10] (Melaneus) — кобель
- Меланхет (Melanchaetes) — кобель, первым стал терзать хозяина, превращённого в оленя[21]
- Напа[22] (греч. «лесной»[L 8], Nape) — сука
- Неброфон[18] (греч. «убийца оленей»[L 2]; Nebrophonus) — кобель
- Обрим[2] — кобель
- Окидром[2] — кобель
- Окидрома[2] — сука
- Окипета[2] — сука
- Окифой (Окитой)[2] — кобель
- Оксироя[2] — сука
- Омарг[5] — сука
- Ореситроф[23] (Орезитроф; Oresitrophus) — кобель
- Ориада[2] — сука
- Орибас (греч. «горный ходок»[L 9]; Oribasus) — из Аркадии
- Памфаг (греч. «съедающий все»[L 2]; Pamphagos) — из Аркадии
- Пахил[2] — кобель
- Пемена[13] (Пойменида; Poemenis) — сука
- Птерел[3] (Птерелай; греч. «весна, полет»[L 8], Pterelas) — кобель
- Сагн[9] — сука[2]
- Сир[2] — кобель
- Спарт[5] — сука
- Стиктея[4] (Стикта; греч. «пятнистая шкура»[L 8]. Sticte) — сука
- Стилбон[2] — кобель
- Териопа[2] — сука
- Терифона[2] — сука
- Терон[18] (греч. «пугающий»[L 8], Theron) — кобель
- Тигрид[4] (Tigris) — кобель
- Урания[2] — сука
- Фей (Той; греч. «быстрый»[L 2]; Thous) — кобель, с Кипра[19]
- Феридамант[23] (Теридамад, греч. «победитель зверей»[L 2]; Theridamas) — кобель
- Харон[11] (греч. «лев»[L 8]) — кобель
- Хароп[2] — кобель
- Хедиетр[9] — сука[2]
- Элл (Аэлл?; греч. «быстрый, беспокойный»[L 8], Aello)[17] — сука
- Эфон[2] — кобель
- Эхиона[2] — сука

## Влияние
Исследователь Ф. Джей Сайфер указывает, что поэма о Рейнеке-лисе «Изенгрим», написанная в XII веке, испытала большое влияние «Метаморфоз» Овидия. В частности, в средневековой поэме волчья стая в эпизоде, известном как «Паломничество животных», смоделирована автором по образцу перечисления Овидием собак Актеона. Некоторые имена волков являются переводами греческих кличек Овидия на нидерландские эквиваленты.
Историк британской литературы Э. Б. Тейлор, говоря о переводе «Метаморфоз» на английский язык в 1565—1567 годах Артуром Голдингом, пишет, что перевод поэмы, в сущности, не удался, за исключением именно отрывка, посвящённого псам. Голдинг переводит все греческие имена на английский, и это придаёт тексту особенную сочность, что способствовало сложению английского литературного языка в елизаветинскую эру. Некоторые из этих кличек станут популярны в дальнейшем для обычных собак, особенно Рингвуд и Блэкфут.
Нидерландский ученый Адриан Юниус XVI века в своем труде «Nomenclator omnium rerum propria nomina variis linguis explicata indicans» (Антверпен, 1567) в числе других примеров имён в разделе кличек собак приводит 37, большинство из которых взяты из Овидия. В 1589 году Джон Райдер опубликовал словарь «Bibliotheca Scholastica», где для раздела «nomina canorum» взята та же группа имен. При переводе этих словарей на английский язык британские авторы находились под воздействием вариантов перевода, предложенных Голдингом.
Позже овидиевские клички Голдинга будут услышаны героем баллады «New Mad Tom of Bedlam», они станут так популярны, что проникнут в другие литературные произведения и быт. Шекспир во «Сне в летнюю ночь», излагая устами Ипполиты родословие собак Тезея, также находится под их влиянием; проблеск мотива есть в «Виндзорских насмешницах» (строка Prevent, or go thou / Like Sir Acteon he, with Ringwood at thy heels.), возможно, в монологе Макбета (3. 1. 91—101).
В 1566 году Иоанн Рависий Текстор (Joannos Ravisius Textor) включил в свое сочинение «Officina» раздел «Canum Quorundam nomina», где перечислил 25 кличек из классической литературы, в дальнейшем отсылая читателя к Овидию.
Возможно, опосредованное влияние этих многочисленных говорящих кличек есть в стихотворении «The Naming of cats» Т. С. Эллиота из сборника «Популярная наука о кошках, написанная Старым Опоссумом», ср. его первую строчку «The Naming of Cats is a difficult matter…» с началом тезауруса 1562 года Абрахама Франса: «The names of his hounds are all set from the naturall qualities and proprieties of doggs…».